# جوناس برادرز
جوناس برادرز (به انگلیسی: Jonas Brothers) (به معنی برادران جوناس) نام یک گروه موسیقی آمریکایی است. این گروه پسران در یک برنامه ویژه کودکان و نوجوانان در شبکه دیزنی به شهرت رسیدند. آنها از شهر ویکاف، نیوجرسی آغاز کردند. این گروه در آغاز توسط سه برادر به نام‌های کِوین جوناس، جو جوناس و نیک جوناس شکل گرفت. آنها از سال ۲۰۰۶ تا ۲۰۰۸ سه آلبوم موسیقی به بازار عرضه کرده‌اند. گروه جوناس برادرز یکی از نامزدهای جایزه موزیک ویدیوی ام‌تی‌وی ۲۰۰۸ بود. این گروه موسیقی درحالی که در دوران اوج بود ولی سختی های زیادی را پشت سر گذاشت تا اینکه در سال 2013 جوناس برادرز توسط برادر کوچک ترشان یعنی نیک جوناس از هم پاشید. در سال ۲۰۱۸ هر سه برادر با تصمیم قطعی گروه را دوباره راه اندازی کردند و نیک از اتفاق گذشته از برادرانش عذرخواهی کرد.

## اعضاء

### برادرها
- پل کوین جوناس (زادهٔ ۵ نوامبر ۱۹۸۷)، گیتار
- جوزف آدام «جو» جوناس (زادهٔ ۱۵ اوت ۱۹۸۹)، خواننده و نوازنده سازهای کوبه‌ای و گیتار
- نیکولای جری نیک جوناس (زادهٔ ۱۶ سپتامبر ۱۹۹۲)، خواننده و نوازنده سازهای کوبه‌ای و گیتار

آنها یک برادر کوچک دیگر به نام فرانکلین «فرانکی» ناتانئیل جوناس (زادهٔ ۲۰۰۰) نیز دارند .

### پشتیبان
- جان تیلور، گیتار
- گِرِگ گاربوسکی، گیتار بیس
- جک لاولس، درام و سازهای کوبه‌ای
- رایان لیِستمَن، کیبورد

## آلبوم‌ها
- It's About Time (۲۰۰۶)
- Jonas Brothers (۲۰۰۷)
- A Little Bit Longer (۲۰۰۸)
- Lines, Vines and Trying Times (۲۰۰۹)
- ۲۰۱۹) Happiness begins)